# Johan Halvardsson
Johan Halvardsson, född 26 december 1979 i Jönköping, svensk ishockeyspelare.
Halvardsson gjorde sig känd som en stor och tung back, fostrad i HV71. Han nyttjade ofta sin storlek då han blockerar skott, tacklar och rensade undan pucken från slottet. Han är en medelmåttig skridskoåkare men har mycket goda defensiva egenskaper - i HV71 har han ofta spelat i numerära underlägen.
Säsongen 2006/2007 skrev Halvardsson tvåårskontrakt med New York Islanders i NHL. Han fick börja spela i Islanders farmarlag Bridgeport Sound Tigers i AHL men efter endast åtta spelade matcher åkte han tillbaka till Sverige för att spela för HV71 i Elitserien. Efter 08/09 års säsong beslutade Halvardsson att avsluta sin hockeykarriär p.g.a. skada. Johan arbetar efter karriären inom IT-branschen.
Halvardsson far, Bengt, har även han spelat ishockey. Han började sin karriär i Huskvarna IF innan laget slogs ihop med Vätterstads IF för att bilda HV71, vilket innebär att han var med i HV71 under klubbens första matcher. Han spelade hela 1970- och halva 1980-talet för HV71. Även Johans bror, David, har spelat ishockey och blev bland annat svensk mästare med HV71 1995, då fadern, Bengt, var assisterande tränare.

## Meriter
- J20 SM-guld 1997
- J20 VM 1999
- New York Islanders fjärde val, 102:a totalt, i NHL-draften 1999
- SM-guld med HV71 2004, 2008
- SM-silver med HV71 2009